# کاسترممبیبره
کاسترممبیبره (به اسپانیایی: Castromembibre) یک شهرستان در اسپانیا است که در استان وایادولید واقع شده‌است.